# Ключ 164
Ключ 164 (трад. и упр. 酉) — ключ Канси со значением «вино»; один из 20, состоящих из семи штрихов.
В словаре Канси есть 290 символов (из 49 030), которые можно найти c этим радикалом.

## История
Древняя идеограмма изображала сосуд для его приготовления.
Иероглиф используется также для обозначения сосудов для изготовления вина. Кроме того, иероглиф может означать «алкоголь», «орошать, поливать» и др.
В китайской астрологии 酉 представляет собой десятую Земную Ветвь и соответствует Петуху в китайском Зодиаке.
В качестве ключевого знака иероглиф используется редко.
- Вид в Цзиньвэнь
- Вид в Цзягувэнь
- Вид в большой печати Чжуаньшу
- Вид в малой печати Чжуаньшу

В словарях находится под номером 164.

## Примеры иероглифов
| Доп. штрихи | Иероглифы                                 |
| ----------- | ----------------------------------------- |
| 0           | 酉                                        |
| 2           | 酊 酋                                     |
| 3           | 酌 配 酎 酏 酐 酑 酒                      |
| 4           | 酓 酔 酕 酖 酗 酘 酙 酚 酛 酜 酝 酞       |
| 5           | 酟 酠 酡 酢 酣 酤 酥                      |
| 6           | 酦 酧 酨 酩 酪 酫 酬 酭 酮 酯 酰 酱       |
| 7           | 酲 酳 酴 酵 酶 酷 酸 酹 酺 酻 酼 酽 酾 酿 |
| 8           | 醀 醁 醂 醃 醄 醅 醆 醇 醈 醉 醊 醋 醌    |
| 9           | 醍 醎 醏 醐 醑 醒 醓 醔 醕 醖 醗          |
| 10          | 醘 醙 醚 醛 醜 醝 醞 醟 醠 醡 醢 醣 醤    |
| 11          | 醥 醦 醧 醨 醩 醪 醫 醬                   |
| 12          | 醭 醮 醯 醰 醱                            |
| 13          | 醲 醳 醴 醵 醶 醷 醸                      |
| 14          | 醹 醺 醻                                  |
| 16          | 醼                                        |
| 17          | 醽 醾 醿 釀                               |
| 18          | 釁 釂                                     |
| 19          | 釃 釄                                     |
| 20          | 釅                                        |

- Примечание: Ваш браузер может отображать иероглифы неправильно.